# 129954 Corksauve
129954 Corksauve è un asteroide della fascia principale. Scoperto nel 1999, presenta un'orbita caratterizzata da un semiasse maggiore pari a 2,5530535 UA e da un'eccentricità di 0,1242687, inclinata di 4,81502° rispetto all'eclittica.